# 傑斐遜·戴維斯總統圖書館和博物館
傑斐遜·戴維斯總統圖書館和博物館（英語：Jefferson Davis Presidential Library and Museum），是美利堅聯盟國總統 （1861至1865年）傑佛遜·戴維斯的總統圖書館和博物館，位於美國密西西比州比洛克西波伏瓦。

## 歷史
2005年8月29日，傑斐遜·戴維斯總統圖書館和博物館在颶風卡特里娜的猛烈風暴中遭受了重大破壞。2013年6月3日，新重建的圖書館啟用並向大眾重新開放。

## 外部連結
- 官方網站 （页面存档备份，存于）
- 傑斐遜·戴維斯遺產文件
- 傑斐遜·戴維斯的論文 （页面存档备份，存于）